# Просторові дані
Просторóві дáні (англ. Spatial Data) — будь-який тип даних, що включає формальну просторову прив'язку — як наприклад, геодезична мережа. До цієї категорії відносять як дані дистанційного зондування, так і інформація з карт.